# بيت سديلة (حجة)

تعديل مصدري - تعديل

بيت سديلة هي إحدى قرى عزلة المعمري بمديرية حجة التابعة لمحافظة حجة، بلغ تعداد سكانها 100 نسمة حسب تعداد اليمن لعام 2004.